# Carla Tiene
Carla Tiene (ur. 15 maja 1981 w Sao Claro) – brazylijska tenisistka, reprezentantka w Fed Cup.

## Kariera tenisowa
Karierę tenisową zaczęła w lipcu 1996 roku, w wieku piętnastu lat, biorąc udział z dziką kartą w niewielkim turnieju ITF w São Paulo i to zarówno w grze pojedynczej jak i podwójnej. Starty w tenisie zakończyła w 2010 roku.
Pierwsze zwycięstwo w rozgrywkach ITF odniosła w 1998 roku, wygrywając turniej deblowy (w parze z Bruną Colosio) w Manaus, natomiast sukces w singlu w roku 1999, po wygraniu turnieju w Juarez. W sumie, w czasie swojej dalszej kariery, wygrała 8 turniejów singlowych i 36 deblowych rangi ITF.
W październiku 1999 roku zagrała po raz pierwszy (dzięki dzikiej karcie) w turnieju WTA, w São Paulo, ale odpadła w 1 rundzie. W lutym 2006 roku wygrała kwalifikacje do turnieju w Acapulco i wystąpiła w turnieju głównym. Wygrała 1 rundę, pokonując Arantxę Parra Santonję i przegrała 2 rundę z Anną-Leną Grönefeld. Było to jej jedyne zwycięstwo w rozgrywkach tego cyklu.
W latach 1999–2004 reprezentowała swój kraj w rozgrywkach Fed Cup. Bilans tenisistki w zawodach wynosi 7 zwycięstw i 3 porażki 3 singlu oraz 5 wygranych przy 5 przegranych w deblu.
W rankingu gry pojedynczej Tiene najwyżej była na 256. miejscu (22 kwietnia 2002), a w klasyfikacji gry podwójnej na 175. pozycji (21 października 2002).

### Wygrane turnieje singlowe
|    | Data       | Turniej        | Kat. | ($)    | Naw.   | Finalistka                   | Wynik         |
| 1. | 23/05/1999 | Juarez         | ITF  | 10 000 | twarda | Stephanie Mabry              | 6:7, 6:1, 7:6 |
| 2. | 05/08/2001 | Guayaquil      | ITF  | 10 000 | ziemna | Ana-Lucia Migliarini de Leon | 6:2, 6:0      |
| 3. | 12/08/2001 | Lima           | ITF  | 10 000 | ziemna | Melisa Arevalo               | 6:3, 6:4      |
| 4. | 30/09/2001 | São Paulo      | ITF  | 10 000 | twarda | Maria Fernanda Alves         | 6:3, 7:5      |
| 5. | 29/06/2003 | Victoria       | ITF  | 10 000 | twarda | Leticia Sobral               | 4:6, 6:1, 6:4 |
| 6. | 28/09/2003 | Aguascalientes | ITF  | 10 000 | ziemna | Marcela Evangelista          | 6:3, 6:1      |
| 7. | 05/10/2003 | Guadalajara    | ITF  | 10 000 | ziemna | Graciela Velez               | 6:4, 6:1      |
| 8. | 28/08/2005 | Bogota         | ITF  | 10 000 | ziemna | Andrea Koch-Benvenuto        | 6:4, 6:0      |